# Akodon azarae
Akodon azarae är en däggdjursart som först beskrevs av Johann Baptist Fischer 1829.  Akodon azarae ingår i släktet fältmöss, och familjen hamsterartade gnagare. IUCN kategoriserar arten globalt som livskraftig. Inga underarter finns listade.

## Utseende
Arten når en kroppslängd (huvud och bål) av 75 till 150 mm, en svanslängd av 50 till 100 mm och en genomsnittlig vikt av 19 g. Djuret har korta extremiteter och liknar en sork i utseende. Den mjuka pälsen har på ovansidan en olivbrun färg och undersidan är gulvit. Vid nosen och vid axlarna är pälsen mer rödbrun. Ljusa ringar kring ögonen är otydliga. Hos honor förekommer åtta spenar.

## Utbredning
Denna fältmus förekommer i nordöstra Argentina, Paraguay, Uruguay och södra Brasilien. Habitatet utgörs av gräsmarker med buskar.

## Ekologi
Individerna kan gräva underjordiska bon eller de bygger ett näste på marken. Nästet på marken byggs av växtdelar. Det liknar ett tefat i formen med en diameter av 8 till 10cm. Underjordiska bon har en tunnel till kammaren som fodras med gräs. Honornas revir har alltid samma storlek. Hanarnas territorier blir större under fortplantningstiden. Födan utgörs av frön, frukter, gröna växtdelar och insekter. Andelen insekter ökar när utbudet är större.
Fortplantningstiden sträcker sig från oktober till maj. Efter cirka 25 dagar dräktighet föder honan 3 till 7 ungar. En hane kan para sig med flera honor men en hona parar sig endast med en hane. Ungarna väger vid födelsen i genomsnitt 2,2g och de diar sin mor i cirka två veckor. Könsmognaden infaller efter två månader. Exemplar som föds under våren lever 7 till 8 månader och individer som föds under hösten lever 10 till 12 månader.